# Anilios minimus
Anilios minimus — вид змій родини сліпунів (Typhlopidae). Ендемік Австралії.

## Поширення і екологія
Anilios minimus мешкають на північному сходу півострова Арнемленд на Північній Території, а також на острові Ґрут-Айленд. Вони живуть у напіввологих саванах та на луках.